# Драфт НХЛ 1995
Драфт НХЛ 1995 відбувся в Едмонтон-колізеумі в Едмонтоні, Альберта. З цьбого року порядок вибору гравців частково визначався ситмемою лотереї, через яку командам, що посіли останнє місце в турнірній таблиці, не завжди гарантувались перші номери драфту. Клуб «Лос-Анджелес Кінгс» мав вигоду на цьому драфті, обравши третіми, в той час як фінішував в чемпіонаті 7-м на дні турнірної таблиці. Втім «Оттава Сенаторс», що посіла останнє місце в таблиці, не втратила загальний перший вибір через лотерею, обравши Браяна Берарда під першим номером.

## Вибір за раундом
Нижче поданий список гравців, обраних на Драфті НХЛ 1995 року.
|  | = Всі зірки НХЛ |  |  | = Члени Зали слави |

Вибір за раундом:
- Перший раунд
- Другий раунд
- Третій раунд
- Четвертий раунд
- П'ятий раунд
- Шостий раунд
- Сьомий раунд
- Восьмий раунд
- Дев'ятий раунд

### Перший раунд
| Вибір # | Гравець             | Позиція        | Громадянство | Команда НХЛ           | Попередня команда              |
| ------- | ------------------- | -------------- | ------------ | --------------------- | ------------------------------ |
| 1.      | Браян Берард        | захисник       | США          | Оттава Сенаторс       | Детройт Дж. Ред-Вінгс (ОХЛ)    |
| 2.      | Вейд Редден         | захисник       | Канада       | Нью-Йорк Айлендерс    | Брендон Віт-Кінгс (ЗХЛ)        |
| 3.      | Акі-Петтері Берг    | захисник       | Фінляндія    | Лос-Анджелес Кінгс    | ТПС (Турку)                    |
| 4.      | Чед Кілгер          | центровий      | Канада       | Майті Дакс оф Анагайм | Кінгстон Фронтенакс (ОХЛ)      |
| 5.      | Деймонд Ленгкоу     | центровий      | Канада       | Тампа-Бей Лайтнінг    | Трай-Сіті Амерікенс (ЗХЛ)      |
| 6.      | Стів Келлі          | лівий крайній  | Канада       | Едмонтон Ойлерс       | Принс-Альберт Рейдерс (ЗХЛ)    |
| 7.      | Шейн Доун           | центровий      | Канада       | Вінніпег Джетс        | Камлупс Блейзерс (ЗХЛ)         |
| 8.      | Террі Раєн          | лівий крайній  | Канада       | Монреаль Канадієнс    | Трай-Сіті Амерікенс (ЗХЛ)      |
| 9.      | Кайл Макларен       | захисник       | Канада       | Бостон Брюїнс         | Такома Рокетс (ЗХЛ)            |
| 10.     | Радек Дворжак       | правий крайній | Чехія        | Флорида Пантерс       | Чеське-Будєйовіце (Чехія)      |
| 11.     | Джером Ігінла       | правий крайній | Канада       | Даллас Старс          | Камлупс Блейзерс (ЗХЛ)         |
| 12.     | Теему Рійхіярві     | правий крайній | Фінляндія    | Сан-Хосе Шаркс        | Кієкко-Еспоо (Фінлядія)        |
| 13.     | Жан-Себастьян Жигер | воротар        | Канада       | Гартфорд Вейлерс      | Галіфакс Музгедс (QMJHL)       |
| 14.     | Джей Мак-Кі         | захисник       | Канада       | Баффало Сейбрс        | Ніагара-Фоллс Тандер (ОХЛ)     |
| 15.     | Джефф Вер           | захисник       | Канада       | Торонто Мейпл-Ліфс    | Ошава Дженералс (ОХЛ)          |
| 16.     | Мартін Бірон        | воротар        | Канада       | Баффало Сейбрс        | Бьюпорт Гарфенгс (QMJHL)       |
| 17.     | Фред Черч           | лівий крайній  | Канада       | Вашингтон Кепіталс    | Принс-Альберт Рейдерс (ЗХЛ)    |
| 18.     | Петр Сикора         | центровий      | Чехія        | Нью-Джерсі Девілс     | Детройт Вайперс (МХЛ)          |
| 19.     | Дмитро Набоков      | центровий      | Росія        | Чикаго Блекгокс       | Крила Рад Москва               |
| 20.     | Дені Готьє          | захисник       | Канада       | Калгарі Флеймс        | Драммондвілл Волтіжерс (QMJHL) |
| 21.     | Шон Браун           | захисник       | Канада       | Бостон Бруїнс         | Белвілл Буллс (ОХЛ)            |
| 22.     | Браян Бушер         | воротар        | США          | Філадельфія Флайєрс   | Трай-Сіті Амерікенс (ЗХЛ)      |
| 23.     | Мііка Еломо         | лівий крайній  | Фінляндія    | Вашингтон Кепіталс    | Кієкко-67 Турку (Фінляндія)    |
| 24.     | Олексій Морозов     | правий крайній | Росія        | Піттсбург Пінгвінс    | Крила Рад Москва               |
| 25.     | Марк Дені           | воротар        | Канада       | Колорадо Аваланш      | Чікутімі Сагенейс (QMJHL)      |
| 26.     | Максим Кузнецов     | захисник       | Росія        | Детройт Ред-Вінгс     | Динамо Москва                  |

### Другий раунд
| Вибір # | Гравець          | Позиція        | Національність | Команда НХЛ           | Попередня команда                       |
| ------- | ---------------- | -------------- | -------------- | --------------------- | --------------------------------------- |
| 27.     | Марк Моро        | захисник       | Канада         | Оттава Сенаторс       | Кінгстон Фронтенакс (ОХЛ)               |
| 28.     | Ян Главац        | лівий крайній  | Чехія          | Нью-Йорк Айлендерс    | «Спарта» Прага (Чехія)                  |
| 29.     | Браян Весенберг  | правий крайній | Канада         | Майті Дакс оф Анагайм | Гвелф Сторм (ОХЛ)                       |
| 30.     | Майк Макбейн     | захисник       | Канада         | Тампа-Бей Лайтнінг    | Ред-Дір Ребелс (ЗХЛ)                    |
| 31.     | Жорж Ларак       | правий крайній | Канада         | Едмонтон Ойлерс       | Сен-Жан Лінкс (QMJHL)                   |
| 32.     | Марк Шуїнар      | центровий      | Канада         | Вінніпег Джетс        | Бьюпорт Гарфенгс (QMJHL)                |
| 33.     | Дональд Маклін   | центровий      | Канада         | Лос-Анджелес Кінгс    | Бьюпорт Гарфенгс (QMJHL)                |
| 34.     | Джейсон Дойг     | захисник       | Канада         | Вінніпег Джетс        | Лаваль Титан Колеж Франсе (QMJHL)       |
| 35.     | Сергій Федотов   | захисник       | Росія          | Гартфорд Вейлерс      | «Динамо» Москва (Росія)                 |
| 36.     | Аарон Макдональд | воротар        | Канада         | Флорида Пантерс       | Свіфт Каррент Бронкос (ЗХЛ)             |
| 37.     | Патрік Коте      | лівий крайній  | Канада         | Даллас Старс          | Бьюпорт Гарфенгс (QMJHL)                |
| 38.     | Пітер Роуд       | центровий      | США            | Сан-Хосе Шаркс        | Середня щкола Вайт-Бір-Лейк (Міннесота) |
| 39.     | Крістіан Дубе    | захисник       | Канада         | Нью-Йорк Рейнджерс    | Шербрук Фоконс (QMJHL)                  |
| 40.     | Кріс Макаллістер | захисник       | Канада         | Ванкувер Канакс       | Саскатун Блейдс (ЗХЛ)                   |
| 41.     | Д.Дж. Сміт       | захисник       | Канада         | Нью-Йорк Айлендерс    | Вінздор Спітфайєрс (ОХЛ)                |
| 42.     | Марк Дютьям      | лівий крайній  | Канада         | Баффало Сейбрс        | Брендон Віт-Кінгс (ЗХЛ)                 |
| 43.     | Двейн Гей        | лівий крайній  | Канада         | Вашингтон Кепіталс    | Гвелф Сторм (ОХЛ)                       |
| 44.     | Натан Перротт    | центровий      | Канада         | Нью-Джерсі Девілс     | Ошава Дженералс (ОХЛ)                   |
| 45.     | Крістіан Лафламм | захисник       | Канада         | Чикаго Блекгокс       | Бьюпорт Гарфенгс (QMJHL)                |
| 46.     | Павло Смірнов    | лівий крайній  | Росія          | Калгарі Флеймс        | Молот-Прикамьє (Росія)                  |
| 47.     | Пекстон Шефер    | воротар        | Канада         | Бостон Брюїнс         | Медисин-Гет Тайгерс (ЗХЛ)               |
| 48.     | Шейн Кенні       | захисник       | Канада         | Філадельфія Флайєрс   | Оуен Саунд Плейтерс (ОХЛ)               |
| 49.     | Йохен Гехт       | лівий крайній  | Німеччина      | Сент-Луїс Блюз        | Адлер Маннгайм (НХЛ)                    |
| 50.     | Павел Роза       | правий крайній | Чехія          | Лос-Анджелес Кінгс    | Літвінов (Чехія)                        |
| 51.     | Нік Бодуент      | лівий крайній  | Канада         | Колорадо Аваланш      | Детройт Дж. Ред-Вінгс (ОХЛ)             |
| 52.     | Філіпп Оде       | правий крайній | Канада         | Детройт Ред-Вінгс     | Гренбі Байсонс (QMJHL)                  |

### Третій раунд
| Вибір # | Гравець            | Позиція       | Національність | Команда НХЛ           | Попередня команда           |
| ------- | ------------------ | ------------- | -------------- | --------------------- | --------------------------- |
| 53.     | Бред Ларсен        | лівий крайній | Канада         | Оттава Сенаторс       | Свіфт-Керрент Бронкос (ЗХЛ) |
| 55.     | Майк Леклерк       | лівий крайній | Канада         | Майті Дакс оф Анагайм | Вікторія Кугарс (ЗХЛ)       |
| 67.     | Бред Ісбістер      | крайній       | Канада         | Вінніпег Джетс        | Портленд Вінтер Гокс (ЗХЛ)  |
| 69.     | Сергій Гусєв       | захисник      | Росія          | Даллас Старс          | ЦСК ВВС Самара (МХЛ)        |
| 76.     | Жан-Себастьян Обен | воротар       | Канада         | Піттсбург Пінгвінс    | Шербрук Касторс (ГЮХЛК)     |

### Четвертий раунд
| Вибір # | Гравець           | Позиція  | Національність | Команда НХЛ     | Попередня команда |
| ------- | ----------------- | -------- | -------------- | --------------- | ----------------- |
| 88.     | Даніель Чернквіст | захисник | Швеція         | Флорида Пантерс | Регле (Елітсерія) |

### П'ятий раунд
| Вибір # | Гравець        | Позиція        | Національність | Команда НХЛ        | Попередня команда           |
| ------- | -------------- | -------------- | -------------- | ------------------ | --------------------------- |
| 106.    | Владімір Орсаг | лівий нападник | Словаччина     | Нью-Йорк Айлендерс | «Юта Гріззліс» (ІХЛ)        |
| 122.    | Кріс Мейсон    | воротар        | Канада         | Нью-Джерсі Девілс  | «Принс-Джордж Кугарс» (ЗХЛ) |
| 129.    | Брент Джонсон  | воротар        | США            | Колорадо Аваланч   | «Оуен-Саунд Плейтерс» (ОХЛ) |

### Сьомий раунд
| Вибір # | Гравець        | Позиція  | Національність | Команда НХЛ        | Попередня команда            |
| ------- | -------------- | -------- | -------------- | ------------------ | ---------------------------- |
| 164.    | Стефан Робідас | захисник | Канада         | Монреаль Канадієнс | Шавініган Катарактес (ГЮХЛК) |

### Восьмий раунд
| Вибір # | Гравець             | Позиція        | Національність | Команда НХЛ           | Попередня команда                 |
| ------- | ------------------- | -------------- | -------------- | --------------------- | --------------------------------- |
| 183.    | Кай Лінна           | захисник       | Фінляндія      | Оттава Сенаторс       | Бостонський університет (NCAA)    |
| 184.    | Рей Шульц           | захисник       | Канада         | Оттава Сенаторс       | Трай-Сіті Амерікенс (ЗХЛ)         |
| 185.    | Ігор Карпенко       | воротар        | Україна        | Майті Дакс оф Анагайм | Сокіл Київ                        |
| 186.    | Джо Кардареллі      | лівий крайній  | Канада         | Тампа-Бей Лайтнінг    | Спокен Чифс (ЗХЛ)                 |
| 187.    | Стівен Даглас       | захисник       | Канада         | Едмонтон Ойлерс       | Ніагара-Фоллс Тандер (ОХЛ)        |
| 188.    | Ярослав Обуст       | захисник       | Словаччина     | Вінніпег Джетс        | Норт-Бетлфорд Норт-Старс (SJHL)   |
| 189.    | Фредрік Льовен      | центровий      | Швеція         | Вінніпег Джетс        | Юргорден Стокгольм                |
| 190.    | Ґреґ Гарт           | правий крайній | Канада         | Монреаль Канадієнс    | Камлупс Блейзерс (ЗХЛ)            |
| 191.    | Мілан Костольни     | правий крайній | Словаччина     | Гартфорд Вейлерс      | Детройт Дж. Ред-Вінгс (ОХЛ)       |
| 192.    | Філіп Куба          | захисник       | Чехія          | Флорида Пантерс       | Вітковіце (Чехія)                 |
| 193.    | Анатолій Ковешников | лівий крайній  | Україна        | Даллас Старс          | Сокіл Київ                        |
| 194.    | Раєн Крафт          | центровий      | США            | Сан-Хосе Шаркс        | Міннесотський університет (NCAA)  |
| 195.    | Ілля Горохов        | захисник       | Росія          | Нью-Йорк Рейнджерс    | «Торпедо» Ярославль (Росія)       |
| 196.    | Тайлер Вілліс       | правий крайній | Канада         | Ванкувер Канакс       | Свіфт-Каррент Бронкос (ЗХЛ)       |
| 197.    | Марк Мерфі          | лівий крайній  | США            | Торонто Мейпл-Ліфс    | Стретфорд Каллітонс (MWJBHL)      |
| 198.    | Майк Дзанутто       | центровий      | Канада         | Баффало Сейбрс        | Ошава Дженералс (ОХЛ)             |
| 199.    | Василь Турковський  | захисник       | Росія          | Вашингтон Кепіталс    | ЦСКА Москва (Росія)               |
| 200.    | Фредерік Анрі       | воротар        | Канада         | Нью-Джерсі Девілс     | Грендбі Байзонс (QMJHL)           |
| 201.    | Кейсі Генкінсон     | лівий крайній  | США            | Чикаго Блекгокс       | Міннесотський університет (NCAA)  |
| 202.    | Сергій Лучінкін     | центровий      | Росія          | Даллас Старс          | «Динамо» Москва (Росія)           |
| 203.    | Сергій Жуков        | захисник       | Росія          | Бостон Брюїнс         | Торпедо Ярославль                 |
| 204.    | Руслан Шафіков      | центровий      | Росія          | Філадельфія Флайєрс   | Салават Юлаєв Уфа                 |
| 205.    | Дерек Бекар         | центровий      | Канада         | Сент-Луїс Блюз        | Пауелл Рівер Пейпер-Кінгс (BCJHL) |
| 206.    | Сергій Воронов      | захисник       | Росія          | Піттсбург Пінгвінс    | Динамо Москва                     |
| 207.    | Томі Хірвонен       | центровий      | Фінляндія      | Колорадо Аваланш      | Ільвес Тампере                    |
| 208.    | Андрій Самохвалов   | правий крайній | Казахстан      | Детройт Ред-Вінгс     | Торпедо Усть-Каменогорськ         |

### Дев'ятий раунд
| Вибір # | Гравець          | Позиція        | Національність | Команда НХЛ         | Попередня команда             |
| ------- | ---------------- | -------------- | -------------- | ------------------- | ----------------------------- |
| 209.    | Лібор Забрански  | захисник       | Чехія          | Сент-Луїс Блюз      | ХК Чеські-Будєйовиці          |
| 210.    | Девід Макдональд | воротар        | Канада         | Нью-Йорк Айлендерс  | Седбері Вулвс (ОХЛ)           |
| 211.    | Майк Брода       | лівий крайній  | Канада         | Нью-Йорк Айлендерс  | Муз-Джо Ворріорс (ЗХЛ)        |
| 212.    | Зак Бієрк        | воратар        | Канада         | Тампа-Бей Лайтнінг  | Пітерборо Пітс (ОХЛ)          |
| 213.    | Їржи Антонін     | захисник       | Чехія          | Едмонтон Ойлерс     | ХК Пардубиці                  |
| 214.    | Роб Десіанті     | центровий      | Канада         | Вінніпег Джетс      | Кіченер Рейнджерс (ОХЛ)       |
| 215.    | Браян Стюарт     | захисник       | Канада         | Лос-Анджелес Кінгс  | Су-Сент-Марі Грейхаундс (ОХЛ) |
| 216.    | Ерік Гуд         | центровий      | Канада         | Монреаль Канадієнс  | Галіфакс Музгедс (QMJHL)      |
| 217.    | Майк Ручінські   | захисник       | США            | Гартфорд Вейлерс    | Детройт Дж. Ред-Вінгс (ОХЛ)   |
| 218.    | Девід Лемановіч  | воротар        | Канада         | Флорида Пантерс     | Спокен Чифс (ЗХЛ)             |
| 219.    | Стівен Лоу       | центровий      | Канада         | Даллас Старс        | Су-Сент-Марі Грейхаундс (ОХЛ) |
| 220.    | Мікко Маркканен  | правий крайній | Фінляндія      | Сан-Хосе Шаркс      | ТПС (Фінляндія)               |
| 221.    | Боб Моді         | центровий      | Канада         | Нью-Йорк Рейнджерс  | Камлупс Блейзерс (ЗХЛ)        |
| 222.    | Джейсон Куньє    | воротар        | Канада         | Ванкувер Канакс     | Келовна Спартанс (BCJHL)      |
| 223.    | Данило Марков    | захисник       | Росія          | Торонто Мейпл-Ліфс  | Спартак Москва                |
| 224.    | Роб Скрлач       | лівий крайній  | Канада         | Баффало Сейбрс      | Камлупс Блейзерс (ЗХЛ)        |
| 225.    | Скотт Свонсон    | захисник       | США            | Вашингтон Кепіталс  | Омаха Лансерс (USHL)          |
| 226.    | Колін О'Хара     | захисник       | Канада         | Нью-Джерсі Девілс   | Вінніпег Тайєр II (MJHL)      |
| 227.    | Майк Піттмен     | центровий      | Канада         | Чикаго Блекгокс     | Гвелф Сторм (ОХЛ)             |
| 228.    | Кріс Джордж      | правий крайній | Канада         | Колорадо Аваланш    | Сарнія Стінг (ОХЛ)            |
| 229.    | Джонатан Мерфі   | захисник       | Канада         | Бостон Бруїнс       | Пітерборо Пітс (ОХЛ)          |
| 230.    | Джефф Ленк       | захисник       | Канада         | Філадельфія Флайєрс | Принс-Альберт Рейдерс (ЗХЛ)   |
| 231.    | Ерік Камінські   | центровий      | США            | Вінніпег Джетс      | Клівленд (U.S. Jr. A)         |
| 232.    | Френк Іванковіч  | воротар        | Канада         | Піттсбург Пінгвінс  | Ошава Дженералс (ОХЛ)         |
| 233.    | Стів Ширреффс    | захисник       | США            | Калгарі Флеймс      | Хотчкісська академія (Конн.)  |
| 234.    | Девід Інглблом   | центровий      | Швеція         | Детройт Ред-Вінгс   | Валлентуна (Швеція)           |

## Вибір за країнами
| № | Країна           | Вибори | Відсоток |
| - | ---------------- | ------ | -------- |
|   | Північна Америка | 155    | 66.2%    |
| 1 | Канада           | 139    | 59.4%    |
| 4 | США              | 16     | 6.8%     |
|   | Європа           | 79     | 33.8%    |
| 2 | Росія            | 25     | 10.7%    |
| 3 | Чехія            | 21     | 9.0%     |
| 5 | Фінляндія        | 13     | 5.6%     |
| 6 | Швеція           | 8      | 3.4%     |
| 7 | Словаччина       | 7      | 3.0%     |
| 8 | Україна          | 3      | 1.3%     |
| 9 | Німеччина        | 1      | 0.4%     |
| 9 | Австрія          | 1      | 0.4%     |